# Minamoto no Toshifusa
Minamoto no Toshifusa (源俊房, 1035 -1121, também conhecido como Horikawa no Sadaijin e Horikawa-Safu) foi um nobre do período Heian da história do Japão.

## Vida
Toshifusa foi o filho mais velho de Morofusa, E o segundo líder do ramo Murakami Genji do clã Minamoto.

## Carreira
Toshifusa serviu durante os reinados dos Imperadores: Go-Reizei (1046 a 1068); Go-Sanjo (1068 a 1072); Shirakawa (1073 a 1086); Horikawa (1073 a 1107); Toba (1107 a 1121).
Em fevereiro de 1046 Toshifusa ingressou na Corte durante o reinado do Imperador Go-Reizei, sendo designado para o Kurōdodokoro, mas em setembro deste ano é designado Capitão no Konoefu (Guarda do Palácio) e nomeado Omi Kenkai (governador da província de Omi). Em 1057 é nomeado Sangi e em 1064 foi promovido a Chūnagon.
Já na época do Imperador Shirakawa Toshifusa foi promovido a Dainagon em agosto de 1080, a Udaijin em 1082 e a Sadaijin em 1083  cargo que ocupou nos governos de  Shirakawa; Horikawa e Toba. No inicio de 1121 renunciou a seus cargos administrativos e se converteu em monge budista, faleceria poucos meses depois.
Teve como filhos o monge Shōkaku, Minamoto no Moroyori, Minamoto no Morotoki, Minamoto no Morotoshi e o monge Ninkan.
Toshifusa escreveu um Diário chamado Suisaki (水左記, Água Esquerda) de 1062 a 1108 , um dos mais extensivos da era Shirakawa.
Toshifusa foi sucedido no clã por seu irmão mais novo Akifusa.

| Precedido por Minamoto no Morofusa | -- 2º Líder dos Murakami Genji (1077 -1083) | Sucedido por Minamoto no Akifusa   |
| Precedido por Fujiwara no Morozane | 37º Sadaijin (1083 - 1121)                  | Sucedido por Fujiwara no Tadamichi |
| Precedido por Fujiwara no Toshiie  | 65º Udaijin (1082)                          | Sucedido por Minamoto no Akifusa   |